# NGC 2700
NGC 2700 – gwiazda o jasności obserwowanej ok. 15m, znajdująca się w gwiazdozbiorze Hydry, widoczna na niebie w pobliżu galaktyki NGC 2699. Zaobserwował ją Wilhelm Tempel w 1877 roku i błędnie sklasyfikował jako obiekt typu „mgławicowego”. Odległość biegunowa (NPD – North Polar Declination) podana w New General Catalogue jest niepoprawna – błąd ten (prawdopodobnie literówka) wynosi aż 2°, jednak opis słowny położenia obiektu pozwolił zidentyfikować tę gwiazdę jako NGC 2700.